# Gonzalo Aja
Gonzalo Aja Barquín (Matienzo, Cantabria, 13 de julio de 1946) es un exciclista español, que fue profesional entre 1970 y 1979.

## Biografía
Los inicios de Aja en el ciclismo fueron en el equipo de aficionados «Horno San José», donde permaneció dos temporadas, y en el Ferrys, con el que ganó la Vuelta a Palencia en 1967. El salto al profesionalismo fue en el equipo «Karpy», donde se encuentra con Julio San Emeterio (definido por el mismo como su mejor director de equipo), y en el que estaría tres temporadas. Una de sus mejores citas fue coronar el Mont Ventoux, en el Tour de Francia, además de un triunfo en la Subida a Arrate.
En 1973 fichó por el equipo Kas donde estuvo tres temporadas, donde vivió sus mejores éxitos como profesional. En 1974, ganó dos etapas de la Vuelta a Suiza, entre ellas la reina con tres puertos por encima de los 2000 metros de altitud. En dicho Tour de Francia fue la gran revelación y uno de los favoritos a juicio de críticos y participantes. Segundo clasificado durante siete jornadas, hasta que una «más que sospechosa caída» (en la cual un corredor belga —no del equipo del líder— le embistió de costado), en la etapa de montaña que terminó en Saint Lary, a falta de cinco días para la finalización, le relegó al 5.º puesto en la General. Dicha etapa era clave ya que terminaba en montaña y estaba a tan solo 1,30 minutos de Merckx. Después de la prueba Francesa participó, en más de una treintena de Critériums post-Tour. En este año queda 3.º en la subida a Arrate, 5.º en el Tour de Francia, 6.º en la vuelta a Suiza y 33.º en el Giro de Italia.
En 1975 hace 2.º en la clásica a Sabiñánigo, 5.º en la subida a Arrate, 5.º en el campeonato de España y 5.º en la vuelta a Cantabria.
En 1976 fichó por el equipo «Teka», reencontrándose con Julio San Emeterio y permaneciendo durante dos temporadas. En ellas gana la Vuelta a Levante y hace 2.º en la Semana Catalana, 7.º en el campeonato de España y 14.º en la vuelta a España.
En 1977 gana la clásica de Santoña y queda 3.º en el campeonato de España de montaña, 5.º en la vuelta a Asturias, 14.º en el Tour de Francia y 16.º en el Giro a Italia.
En 1978 fichó por el equipo «Novostil-Helios», haciendo 4.º en la Semana Catalana, 7.º en el País Vasco y Vuelta a Cantabria, además de hacer 9.º en la Vuelta a España. En este equipo permaneció durante dos temporadas.

## Palmarés
1971
- Vuelta a Cantabria

1972
- Subida a Arrate

1974
- Clásica de Santoña
- 1 etapa de la Vuelta a Suiza

1976
- Vuelta a Levante

1977
- Clásica de Santoña
- 3.º en el Campeonato de España de Montaña